# Avskiljning
Avskiljning eller relegering är varaktig avstängning eller uteslutning från en skola eller annan institution. Även en annan användning av ordet finns.

## Skolor
Svenska högskolor har befogenhet att avskilja studenter som genom brottslighet eller psykisk störning utgör en risk för andra studenter eller personal efter beslut av disciplinnämnd.

## Socialtjänsten
Avskiljning inom socialtjänstens insatser bland barn och unga avser formuleringen "hållas i avskildhet" i Lag med särskilda bestämmelser om vård av unga (LVU), paragraf 15c. Det är en skyddsåtgärd som innebär att den unge hålls skild från övriga ungdomar. Åtgärden får tillämpas när den unge är våldsam eller berusad på Statens institutionsstyrelses (SiS) ungdomshem, på hem för vård eller boende (HVB-hem) och på familjehem. SiS ungdomshem har kritiserats för att åtgärden har använts även vid andra tillfällen, och att den har inneburit systematisk våldsanvändning.
Den som omfattas av bestämmelserna i 15 § får, om det är särskilt påkallat på grund av att den unge uppträder våldsamt eller är så påverkad av berusningsmedel att han eller hon inte kan hållas till ordningen, hållas i avskildhet. Den unge ska då stå under fortlöpande uppsikt av personalen och ha möjlighet att tillkalla personal. Han eller hon får inte hållas i sådan avskildhet längre tid än vad som är oundgängligen nödvändigt och inte i något fall under längre tid än fyra timmar i följd”.

## Kyrkor
Inom kyrkan talar man om en annan typ av avskiljning. Exempelvis inom Svenska kyrkan avskiljs medlemmar genom prästvigning till ett särskilt ämbete som biskop, diakon eller präst. Liknande sker också inom frikyrkan där medlemmar avskiljs till ett särskilt uppdrag, eller avskiljs som missionär.

## Andra sammanhang
Andra sammanhang begreppet kan användas är i så vitt skilda områden som kemi, militärt, musik, juridik, vid vallning av får med hund, med mera.